# فرانك سيلفستر
فرانك سيلفستر (بالفرنسية: Franck Silvestre)‏ (5 أبريل 1967 باريس فرنسا - ) هو لاعب كرة قدم فرنسي، يلعب كمدافع.

## مسيرته

### مسيرته مع المنتخبات الوطنية
- 1989 - 1992 لعب مع منتخب فرنسا لكرة القدم 11 مباراة.

### مسيرته مع الأندية
- 1985 - 1993 لعب مع نادي سوشو 240 مباراة سجل خلالها 14 هدف.
- 1993 - 1998 لعب مع نادي أوكسير 160 مباراة سجل خلالها 5 أهداف.
- 1998 - 2003 لعب مع نادي مونبلييه 117 مباراة سجل خلالها 21 هدف.
- 2003 - 2003 لعب مع نادي باستيا 16 مباراة سجل خلالها هدفين.
- 2003 - 2005 لعب مع شتورم غراتس 75 مباراة سجل خلالها 4 أهداف.
- 2006 - 2006 لعب مع نادي سيت 13 مباراة.

## روابط خارجية
- فرانك سيلفستر على موقع قاعدة بيانات كرة القدم.إي يو (الإنجليزية)
- فرانك سيلفستر على موقع ناشيونال فوتبول تيمز (الإنجليزية)